# St. Ulrich (Obergangkofen)

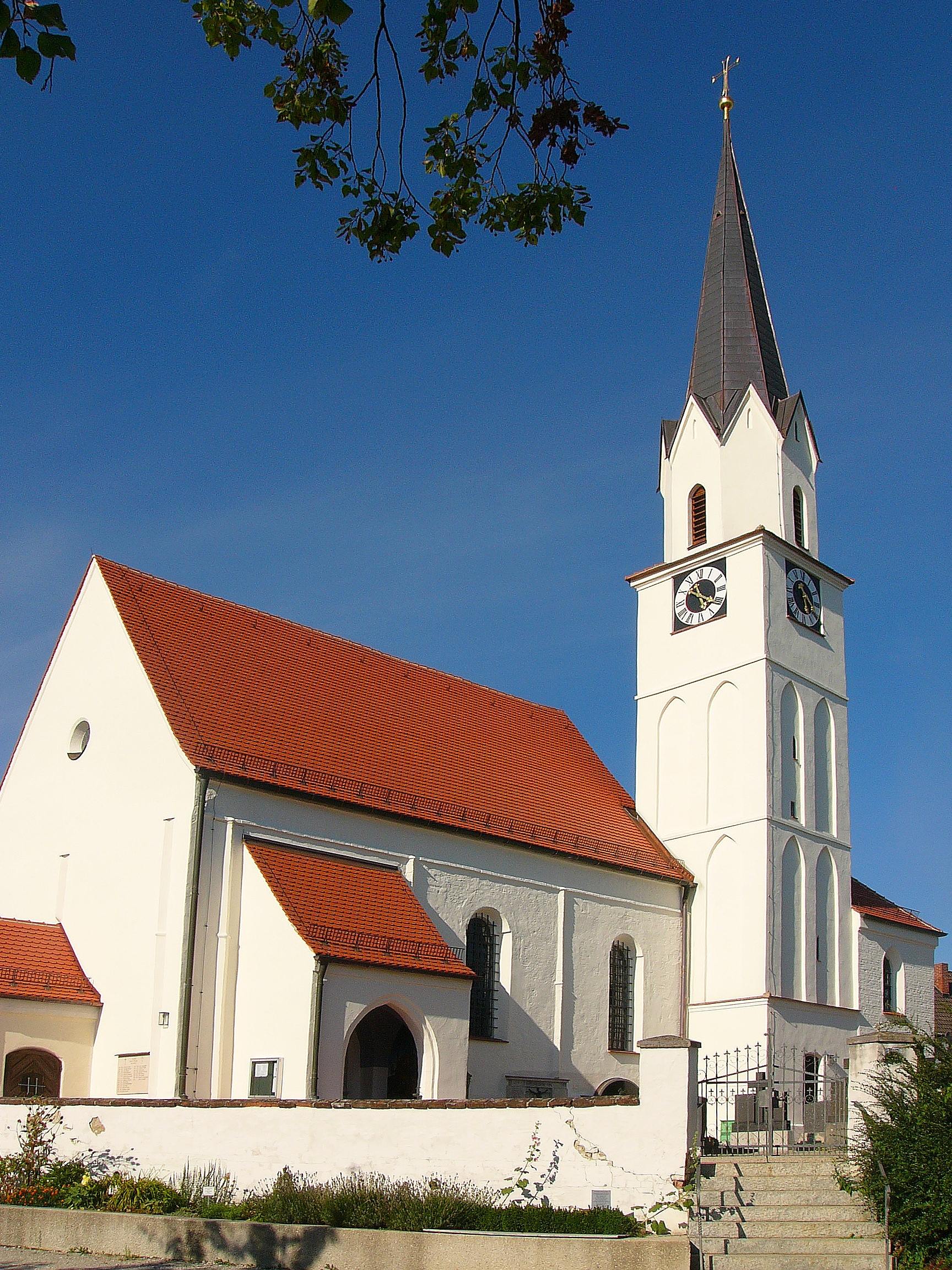
Außenansicht der Pfarrkirche St. Ulrich in Obergangkofen von Südwesten

Die römisch-katholische Pfarrkirche St. Ulrich in Obergangkofen, einem Gemeindeteil der Gemeinde Kumhausen im niederbayerischen Landkreis Landshut, ist eine spätgotische Saalkirche, die in der zweiten Hälfte des 15. Jahrhunderts erbaut wurde. Das Langhaus wurde Mitte des 18. Jahrhunderts barockisiert. Das Gotteshaus mit dem Patrozinium des heiligen Ulrich von Augsburg (Gedenktag: 4. Juli) ist als Baudenkmal mit der Nummer D-2-74-146-14 beim Bayerischen Landesamt für Denkmalpflege eingetragen.
Die Pfarrei St. Ulrich in Obergangkofen mit der Filialkirche Mariä Himmelfahrt in Götzdorf bildet heute gemeinsam mit den Pfarreien St. Margaret in Landshut-Achdorf, St. Petrus in Grammelkam und St. Johann Baptist in Hohenegglkofen den Pfarrverband Achdorf–Kumhausen des Erzbistums München und Freising.

## Lage und Umgebung
St. Ulrich steht auf einem künstlich aufgeschütteten Hügel (511 m), der den höchsten Punkt des Dorfes Obergangkofen bildet, und überragt so das Hügelland südlich von Landshut weithin sichtbar. Sie ist von einem Friedhof umgeben, der sich zurzeit (Stand 2023) in Auflösung befindet. Teile der Friedhofsmauer stammen noch aus dem 18. oder 19. Jahrhundert.

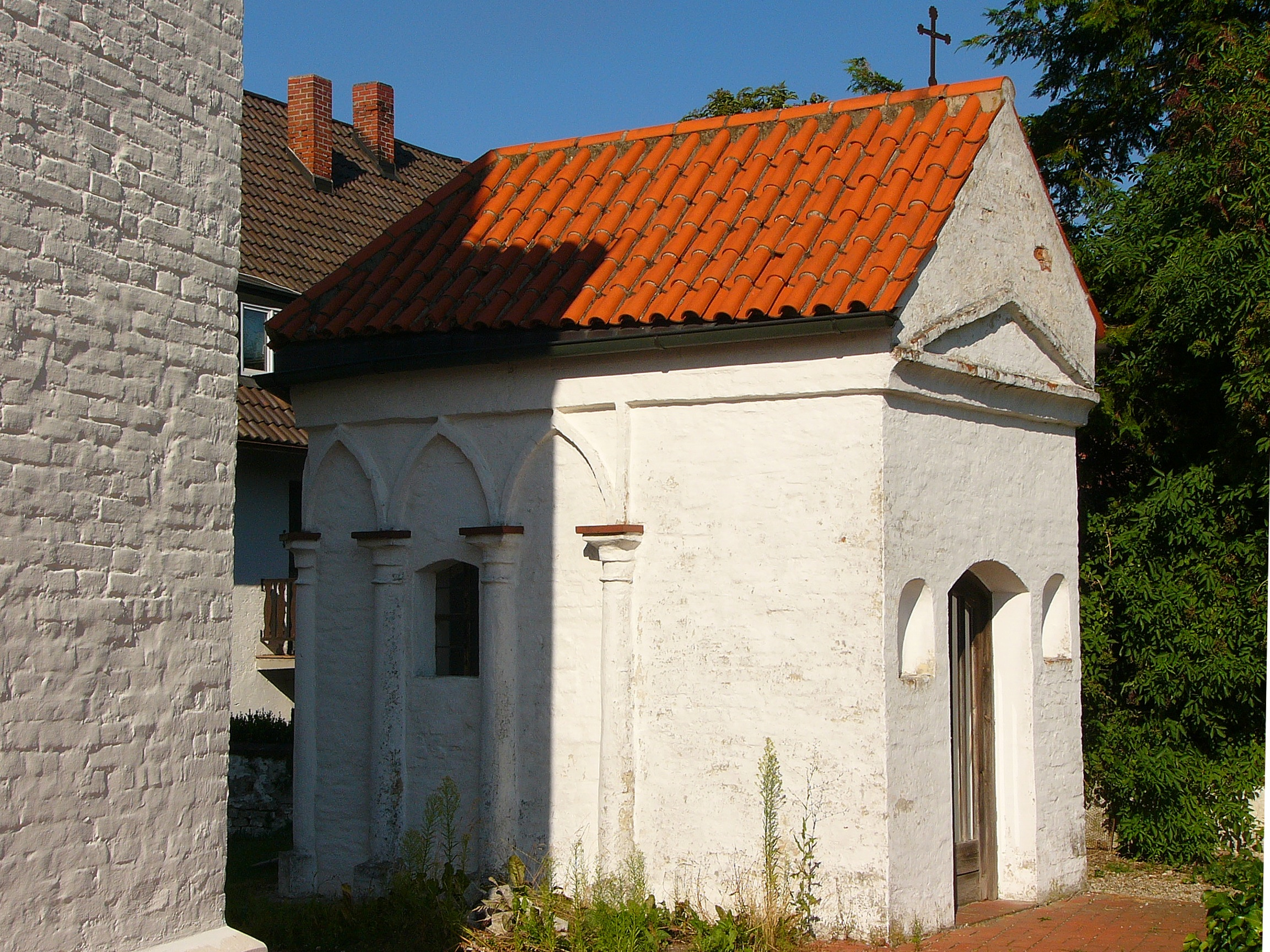
Friedhofskapelle

Neben der Pfarrkirche steht auch die ehemalige Friedhofskapelle unter Denkmalschutz. Die etwas nach Norden ausgerichtete Kapelle wurde – wohl in der Renaissancezeit – in nachgotischem Stil erbaut und im 18. Jahrhundert verlängert. Der ältere Bauteil ist außen mit Spitzbogenblenden auf Halbsäulen und einem Dachfries verziert. Außen weist der Bau einen Fünfachtelschluss auf. Im Inneren ist er gerade geschlossen und wird von einem Tonnengewölbe überspannt.

## Geschichte
Lange vor dem Bau der heutigen Kirche hat es in Obergangkofen einen Vorgängerbau gegeben. Der erste Hinweis auf das Patrozinium des heiligen Ulrich stammt aus dem Jahr 1187, als im benachbarten Mantelkam zum ersten Mal ein Adliger namens Ulrich von Mantelkam auftritt. In den Matrikeln des Bistums Freising erscheint Obergangkofen erstmals 1315 als Filialkirche der Pfarrei St. Nikolaus in Altfraunhofen.
Im Zeitalter der Spätgotik ließen die „reichen Herzöge“ von Landshut aus im weiten Umkreis zahlreiche Kirchenbauten von den Meistern errichten, die auch mit dem Bau der berühmten Martinskirche befasst waren. Auch die heutige Kirche St. Ulrich wurde in der zweiten Hälfte des 15. Jahrhunderts von der sogenannten Landshuter Bauhütte errichtet. Mitte des 18. Jahrhunderts wurde sie barockisiert. Wichtige Teile der Ausstattung wurden um 1790 angeschafft – sie stehen stilistisch am Übergang vom Rokoko zum Klassizismus.
St. Ulrich war lange Zeit Filiale von Altfraunhofen und wurde erst 1863/64 zur Expositur mit einem eigenen Geistlichen erhoben. 1958 erfolgte die Erhebung zur Pfarrei. Seit 1979 bildete diese zusammen mit den Pfarreien Grammelkam und Hohenegglkofen den neu gegründeten Pfarrverband Kumhausen, dessen Pfarrer stets in Obergangkofen wohnte. Zum 1. Mai 2014 wurde dieser mit der Landshuter Pfarrei St. Margaret zum Pfarrverband Achdorf–Kumhausen zusammengeführt. Pfarrsitz ist heute Landshut-Achdorf.
Von 1990 bis 1994 und von 2013 bis 2014 fanden umfangreiche Restaurierungsmaßnahmen statt.

## Architektur

### Außenbau
Der nach Osten ausgerichtete, verputzte Backsteinbau umfasst einen eingezogenen Chor mit zwei Jochen und Schluss in drei Achteckseiten sowie ein Langhaus mit drei Jochen. Beide Baukörper sind mit einem Satteldach gedeckt, wobei das des Chores deutlich niedriger angesetzt ist. Der Außenbau wird durch Dreieckslisenen, die teilweise einmal abgesetzt sind, und einen Dachfries gegliedert. Die spitzbogigen Chorfenster wurden in der Neugotik vergrößert und erhielten ihr heutiges Maßwerk. Die rundbogigen Fenster im Langhaus gehen dagegen auf die Barockzeit zurück. Am westlichen Langhausjoch ist südseitig die ehemalige Vorhalle angebaut, die heute das Kriegerdenkmal enthält. Die Rippen des gotischen Kreuzgewölbes sind abgeschlagen. Das ehemalige Südportal – spitzbogig mit doppelt gefastem Gewände – ist seit dem 19. Jahrhundert zugesetzt. Das neue, korbbogige Portal befindet sich – geschützt durch eine kleine Vorhalle – auf der Westseite.
Der rund 30 Meter hohe Turm ist als sogenannter Chorflankenturm südlich an das Presbyterium angebaut. Die drei unteren Turmgeschosse, die etwa bis zur Firsthöhe des Langhauses reichen, stammen noch aus der Erbauungszeit der Kirche. Im untersten Geschoss ist die Sakristei untergebracht, die – ursprünglich nur den Turm einnehmend – in jüngerer Zeit um einen zweigeschossigen östlichen Anbau erweitert wurde. Das zweite und dritte Geschoss ist jeweils deutlich höher und mit spätgotischen Spitzbogenblenden verziert. Auch das vierte, deutlich jüngere Geschoss, das allseitig Ziffernblätter der Turmuhr enthält, ist noch quadratisch. Der achtseitige Oberbau und der Spitzhelm über acht Giebeln sind ebenfalls neugotisch.

### Innenraum

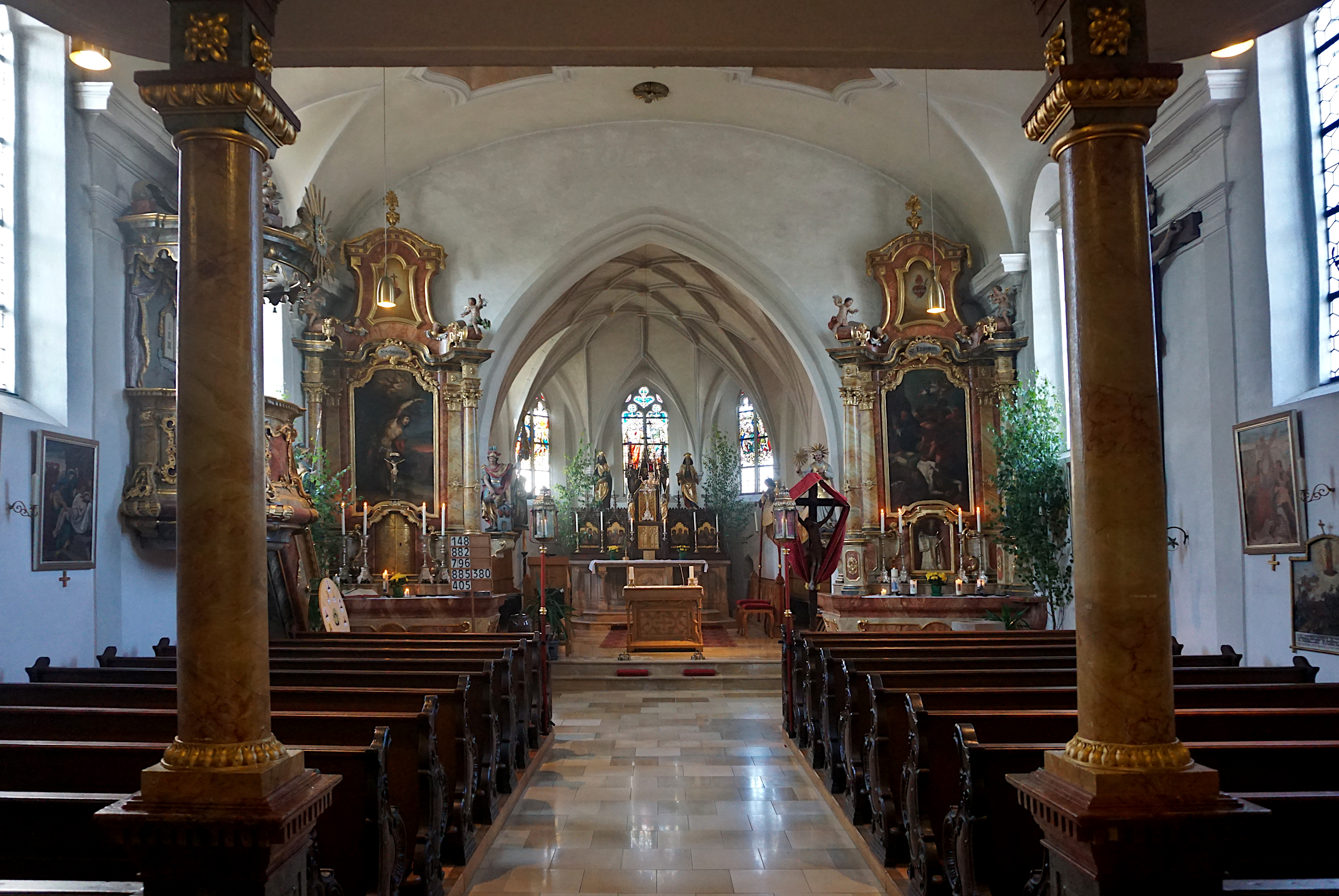
Innenraum

Der Chor wird von einem spätgotischen Netzrippengewölbe überspannt. Dieses ruht auf gefasten Wandpfeilern, die zwischen den Jochen unten ausgebrochen sind, und ebensolchen spitzen Schildbögen. Die birnstabförmigen Rippen entspringen aus profilierten Achteckkonsolen. Am Gewölbescheitel befinden sich runde, an den drei östlichen Rippenkreuzungen kleine, tartschenförmige Schlusssteine. Den Übergang zu dem eher schmalen Kirchenschiff vermittelt ein spitzbogiger, beidseits gefaster Chorbogen. Das Langhaus wird von einem flachen barocken Tonnengewölbe mit Stichkappen überspannt.
Die Sakristei im Turmuntergeschoss enthält ein spätgotisches Kreuzrippengewölbe auf gefasten Eckpfeilern und spitzen Schildbögen. Die birnstabförmigen Rippen ruhen auf rübenförmigen Spitzkonsolen und laufen auf einen runden Schlussstein zu.

## Ausstattung

### Wand- und Deckengemälde
In dem geschweiften Stuckrahmen an der Langhausdecke wurde 1934 ein großflächiges Gemälde angebracht. Dargestellt ist die Schlacht auf dem Lechfeld im Jahr 955, bei der Bischof Ulrich, der Obergangkofener Kirchenpatron, der Überlieferung nach einen entscheidenden Anteil am Sieg über die Ungarn hatte. Er steht in feierlichem Ornat betend über dem Ufer des Lechs, während das Reichsheer anrückt und die Ungarn fliehen. Gleichzeitig entstanden an der gemauerten Emporenbrüstung drei Wandmalereien. Darauf sind (von Nord nach Süd) die „Bauernheiligen“ Notburga, Leonhard und Isidor dargestellt.

### Glasmalereien
Die drei Spitzbogenfenster hinter dem Hochaltar enthalten neugotische Glasgemälde. Auf dem mittleren Fenster ist der Kirchenpatron Ulrich als Tröster der Armen dargestellt. Auf die beiden benachbarten Fenster verteilen sich Darstellungen der vier Evangelisten.

### Altäre
Der neugotische Hochaltar aus dem Jahr 1904 nimmt sich gegenüber den barocken Seitenaltären eher zierlich aus. Zu beiden Seiten des Tabernakels befinden sich je zwei Bilder mit drei Aposteln, darüber Holzfiguren des heiligen Jakobus (links) und des Evangelisten Johannes (rechts). Letztere wurden Mitte des 16. Jahrhunderts geschaffen.
Den spitzen Chorbogen flankieren zwei als Pendants angelegte Seitenaltäre im Stil des späten Rokoko, die bereits klassizistische Anklänge aufweisen. Aufgrund der geringen Breite des Langhauses sind sie schräg gestellt. Die Aufbauten werden von je zwei Rundsäulen getragen. Daneben befinden sich auf Volutenkonsolen Seitenfiguren, die aufgrund stilistischer Merkmale der Werkstatt des berühmten Landshuter Rokoko-Bildhauers Christian Jorhan d. Ä. zugeschrieben werden. Auf dem Altarblatt des nördlichen (linken) Seitenaltares ist das Martyrium des heiligen Sebastian dargestellt. Das Gemälde wurde 1791 von dem Landshuter Maler Ignaz Bergmann, dem Jorhans d. Ä., geschaffen. Es wird von den Seitenfiguren der Heiligen Georg (links) und Florian (rechts) flankiert. Der südliche (rechte) Seitenaltar zeigt auf dem Altarblatt das Martyrium des heiligen Erasmus. Als Seitenfiguren fungieren zwei Jesuitenheilige: der Ordensgründer Ignatius von Loyola (links) und der heilige Franz Xaver (rechts). Anstelle eines Tabernakels befindet sich eine Nachbildung der Schwarzen Madonna, des Altöttinger Gnadenbilds.

### Kanzel
Die Kanzel auf der Evangelienseite ist ebenfalls im späten Rokokostil ausgeführt. Sie ist mit qualitätvollem Muschelwerk und Engelsfiguren verziert.

### Übrige Ausstattung
Im Presbyterium sind Figuren des auferstandenen Christus sowie der Heiligen Ulrich, Konrad und Elisabeth angebracht. Gegenüber der Kanzel befindet sich ein Kruzifix mit einer Mater Dolorosa. Außerdem befinden sich im Langhaus Holzfiguren Johannes des Täufers, des heiligen Joachim (Nordseite), des heiligen Josef und der heiligen Anna (Südseite), die alle im 18. Jahrhundert geschaffen wurden.

### Orgel

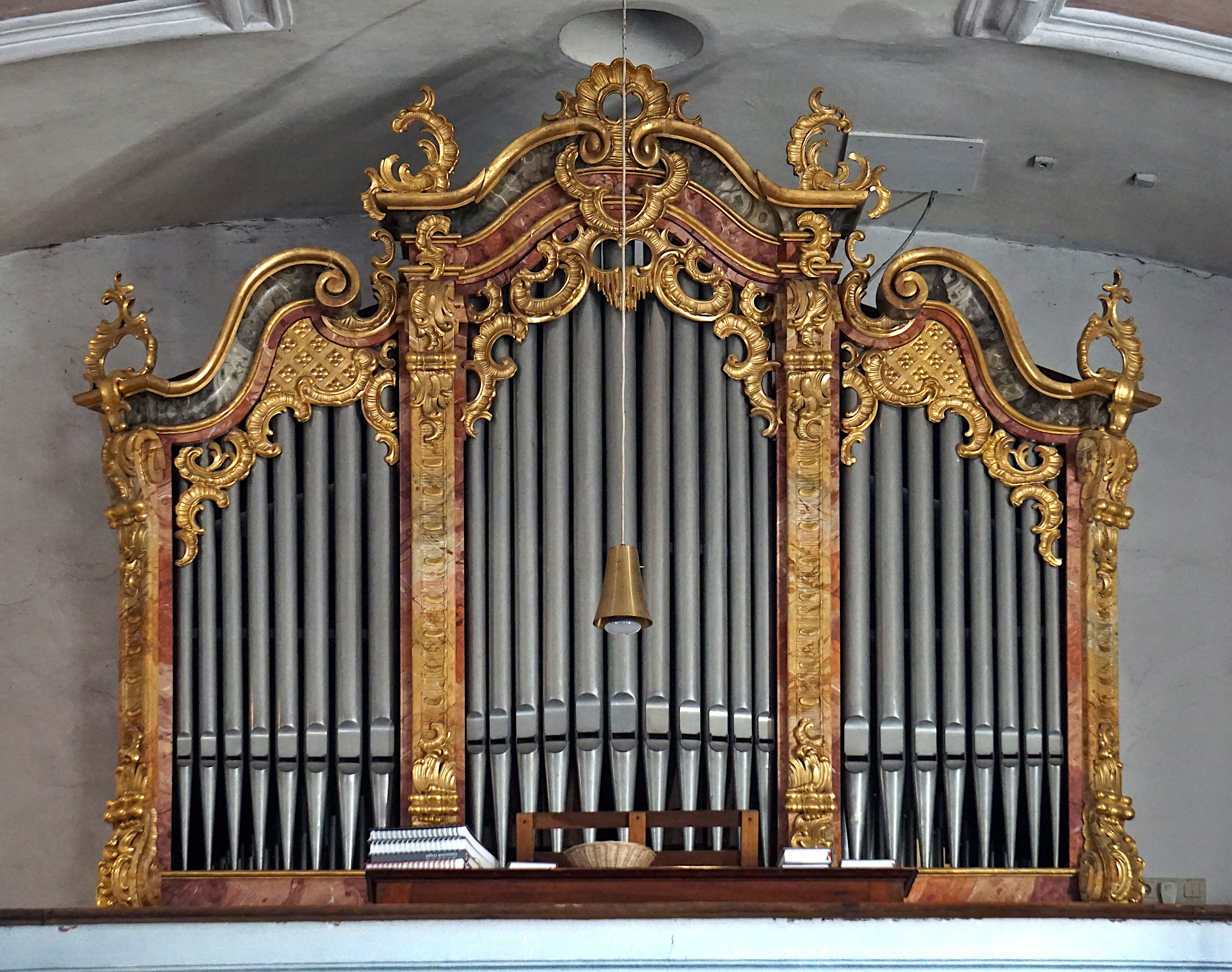
Die Orgel

Auf der Westempore befindet sich eine einmanualige Orgel in einem reich verzierten Rokokoprospekt. Sie wurde 1903 von der Werkstatt Franz Borgias Maerz aus München erbaut.

### Glocken
Aus dem Turm läuten drei Glocken von drei verschiedenen Gießern, die in der Melodielinie eines Mollakkords erklingen. Sie sind in einem hölzernen Glockenstuhl an geraden Holzjochen angebracht. Die Glocken im Einzelnen:
| Nr. | Name | Gussjahr | Gießer                      | Material | Gewicht [kg] | Durchmesser [mm] | Schlagton |
| --- | ---- | -------- | --------------------------- | -------- | ------------ | ---------------- | --------- |
| 1.  |      | 1949     | Karl Czudnochowsky, Erding  | Euphon   | 600          | 1.060            | fis1      |
| 2.  |      | 1921     | Johann Hahn, Landshut       | Bronze   | 350          | 890              | a1        |
| 3.  |      | 1877     | Lothar Spannagl, Regensburg | Bronze   | 231          | 730              | cis2      |